# Colletidae
Los colétidos (Colletidae) son una familia de himenópteros apócritos que incluye abejas que producen una secreción con la que cubren o enyesan las paredes interiores de sus nidos, aplicándolas con sus aparatos bucales. Estas secreciones se convierten en un tipo de celofán o plástico duro y resistente. De allí que en inglés son llamadas “abejas de poliéster”.

## Taxonomía
Es un grupo muy diverso a tal punto que algunos autores clasifican a algunas de sus subfamilias como familias independientes. Pero, todas tienen en común las características de la lengua o glosa, que es diferente de la de todas las otras abejas. La secreción de la glándula de Dufour es otra característica común que está ausente en otras abejas. Esto sugiere que se trata de un grupo monofilético.
Se calcula que hay más de 2.000 especies agrupadas en cinco subfamilias y en 54 géneros. Son todas abejas solitarias que hacen sus nidos y cuidan sus larvas independientemente; si bien algunas especies hacen sus nidos en aglomeraciones o colonias.
Se solía pensar que las abejas colétidas eran las más primitivas de las abejas vivientes, basándose en el hecho que las piezas bucales se asemejan a las de las avispas Crabronidae, las cuales son las presuntas antepasadas de todas las abejas. Pero estudios recientes ponen a la familia Melittidae (sensu lato) como grupo basal de la abejas.

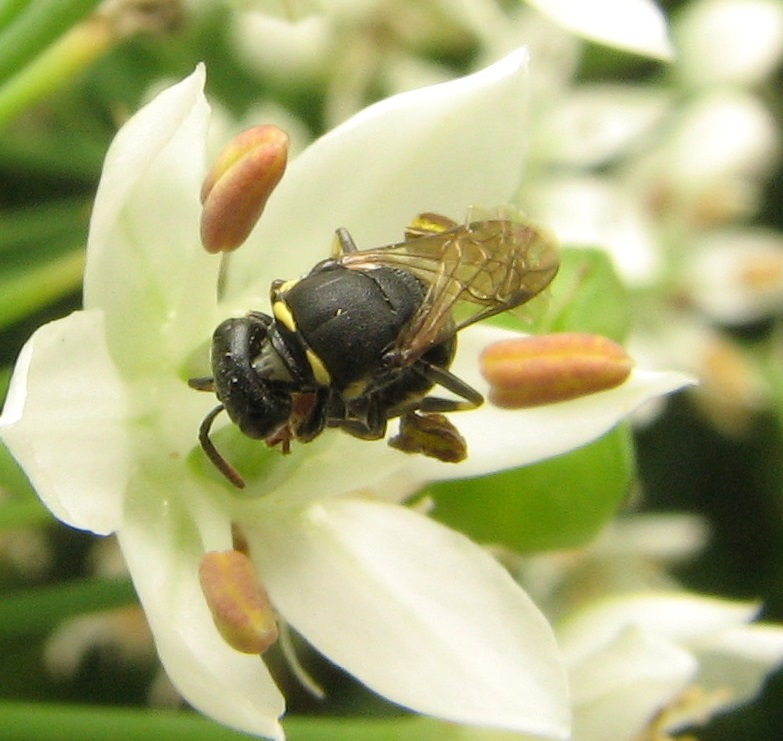
Hylaeus sp. en Allium.

Hay cinco subfamilias:
- Diphaglossinae
- Colletinae
- Euryglossinae
- Hylaeinae
- Xeromelissinae

Ala anterior de Colletidae (Colletes)
Pt: pterostigma.
Venas: C: costa; R: radio; B: basal; Cu: cúbito; A: anal; Rc1 y Rc2: recurrentes primera y segunda; tm: medial transversa.
Celdillas: 1d, 2d, 3d: celdillas discales primera, segunda y tercera; sm: celdillas submarginales; m: celdillas marginales; lj: lóbulo jugal

Dos de las subfamilias, Euryglossinae y Hylaeinae, carecen de aparato para el transporte de polen o scopa, característico de la mayoría de las abejas. Por lo tanto llevan el polen en el buche. Preparan una masa semilíquida de polen y néctar que sirve de alimento a sus larvas. La mayoría de las especies de estas subfamilias anida en tallos huecos, cavidades, nidos abandonados de otras abejas o avispas y también agallas. Otras especies anidan en el suelo.
Las abejas de la subfamilia Colletinae son más o menos robustas con bandas bien marcadas de setas alrededor del abdomen. La mayoría son oligolécticas, es decir que coleccionan polen solamente de unas pocas especies de plantas. Son todas solitarias y la mayoría anida en el suelo.
- Subfamilia Colletinae — distribución mundial
  - Tribu Paracolletini
    - Brachyglossula
    - Callomelitta
    - Chrysocolletes
    - Eulonchopria
    - Glossurocolletes
    - Hesperocolletes
      - Hesperocolletes douglasi

    - Leioproctus
    - Lonchopria
    - Lonchorhyncha
    - Neopasiphae
    - Niltonia
    - Paracolletes
    - Phenacolletes
    - Trichocolletes

  - Tribu Colletini
    - Colletes
    - Mourecotelles

  - Tribu Scraptrini
    - Scrapter
- Subfamilia Diphaglossinae — América sur y norte
  - Tribu Caupolicanini
    - Caupolicana
    - Crawfordapis
    - Ptiloglossa

  - Tribu Diphaglossini
    - Cadeguala
    - Cadegualina
    - Diphaglossa

  - Tribu Dissoglottini
    - Mydrosoma
    - Mydrosomella
    - Ptiloglosidia
- Subfamilia Xeromelissinae — América tropical
  - Chilicola
  - Chilimelissa
  - Geodiscelis
  - Xenochilicola
  - Xeromelissa
- Subfamilia Hylaeinae [2] distribución mundial
  - Amphylaeus
  - Calloprosopis
  - Hemirhiza
  - Hylaeus
  - Hyleoides
  - Meroglossa
  - Palaeorhiza
  - Pharohylaeus
  - Xenorhiza
- Subfamilia Euryglossinae — Australia
  - Brachyhesma
  - Callohesma
  - Dasyhesma
  - Euhesma
  - Euryglossa
  - Euryglossina
  - Euryglossula
  - Heterohesma
  - Hyphesma
  - Melittosmithia
  - Pachyprosopis
  - Sericogaster
  - Stenohesma
  - Tumidihesma
  - Xanthesma

## Biología

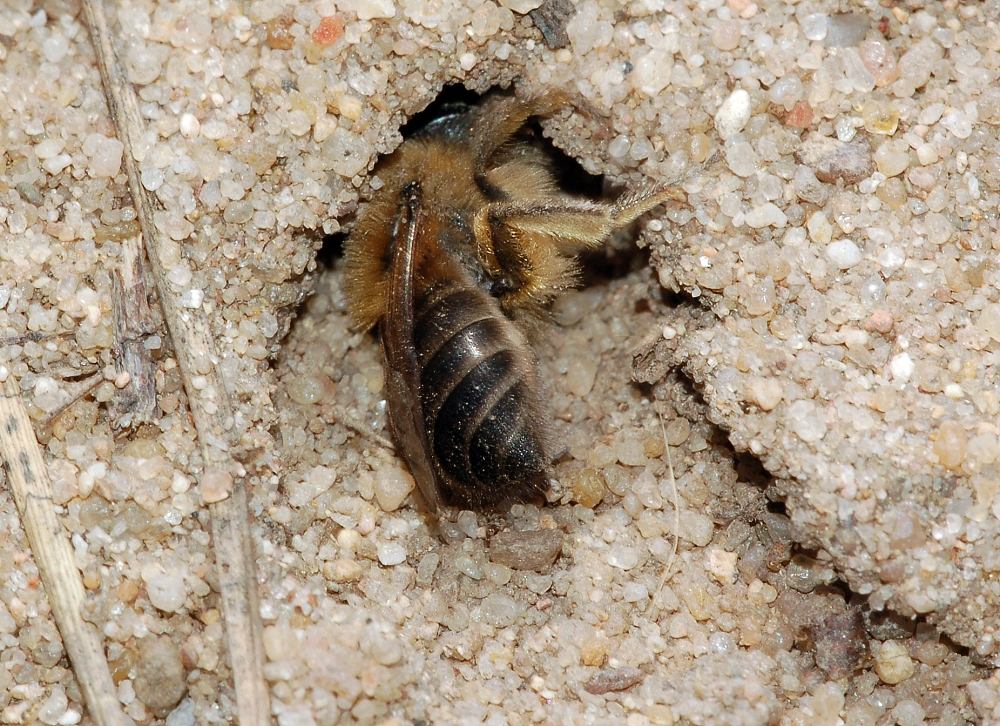
Colletes cunicularius

Tienen una gándula abdominal, llamada glándula de Dufour. Esta glándula segrega un polímero que consiste de lactonas macrocíclicas. Cuando las lactonas se secan forman una película fina, transparente, resistente e impermeable. Tienen lengua con dos lóbulos que usan como una espátula o pincel para distribuir la secreción con la que cubren las paredes interiores del nido.
La glándula desemboca en la base del aguijón. La abeja dobla su cuerpo para recoger una gotita de la sustancia y la desparrama con la lengua, cubriendo poco a poco todo el interior de la celda donde deposita un huevo y alimentos para la futura larva. Sella la celdilla al terminar y las larvas pueden soportar inundación del terreno sin sufrir daño. Además este producto tiene funciones bactericidas y fungicidas.
La entrada al nido varía considerablemente según especie pero, en general, la forma de la celdilla es bastante consistente. Los nidos suelen tener un túnel principal que se ramifica en varios túneles secundarios, al final de cada uno se encuentra una celda. Cada celda contiene un solo huevo, el número varía según especie, por ejemplo los nidos de Colletes cunicularis suelen contener 5 a 6 celdas. Otras especies construyen nidos con hasta 10 celdillas. La especie Perdita maculigera construye una sola celdilla al final de un túnel.
Antes de depositar el huevo almacenan las celdillas con polen mezclado con néctar y su propia saliva y con eso alimentan a sus crías. Son buenos polinizadores porque visitan muchas flores con este fin.

### Especies nocturnas
Colletidae es una de cuatro familias con especies crepusculares, (tanto vespertinas como matutinas) es decir que son activas durante esas horas, mientras que la mayoría de las abejas son activas solamente durante las horas de sol. Como es típico en tales casos tienen ocelos muy desarrollados. Las otras familias con unas pocas especies crepusculares son Andrenidae, Halictidae y Apidae.

## Distribución geográfica
Están distribuidas mundialmente pero la mayoría de las especies están en Sudamérica y en Australia. Más del 50% de las especies de abejas en Australia pertenecen a esta familia. En Europa se encuentran sólo dos géneros: Colletes y Hylaeus. En Norteamérica se encuentran además de éstos los géneros Caupolicana, Eulonchopria y Ptiloglossa.